# Franz Hegi
Franz Hegi, né le 16 avril 1774 à Lausanne et mort le 14 mars 1850 à Zurich, est un chalcographe et artiste peintre suisse.

## Biographie
La famille de Franz Hegi vivait à Lausanne dont était originaire sa mère Eléonore Verdeil. Son père Johannes Hegi était bijoutier, joaillier et chalcographe. En 1780 la famille a déménagé à Zurich. Le jeune Franz Hegi y a appris la peinture auprès de Matthias Pfenninger (1739–1813) mais aussi la technique de l'aquatinte qui a été inventée entre 1765 et 1768. Hegi était renommé pour ses très nombreuses aquatintes et eaux-fortes pour les cartes de vœux, les almanachs et les livres.

## Sources
- (de) Cet article est partiellement ou en totalité issu de l’article de Wikipédia en allemand intitulé « Franz Hegi » (voir la liste des auteurs).
- Tapan Bhattacharya, « Hegi, Franz » dans le Dictionnaire historique de la Suisse en ligne, version du 30 août 2006.